# Kenneth Cheng

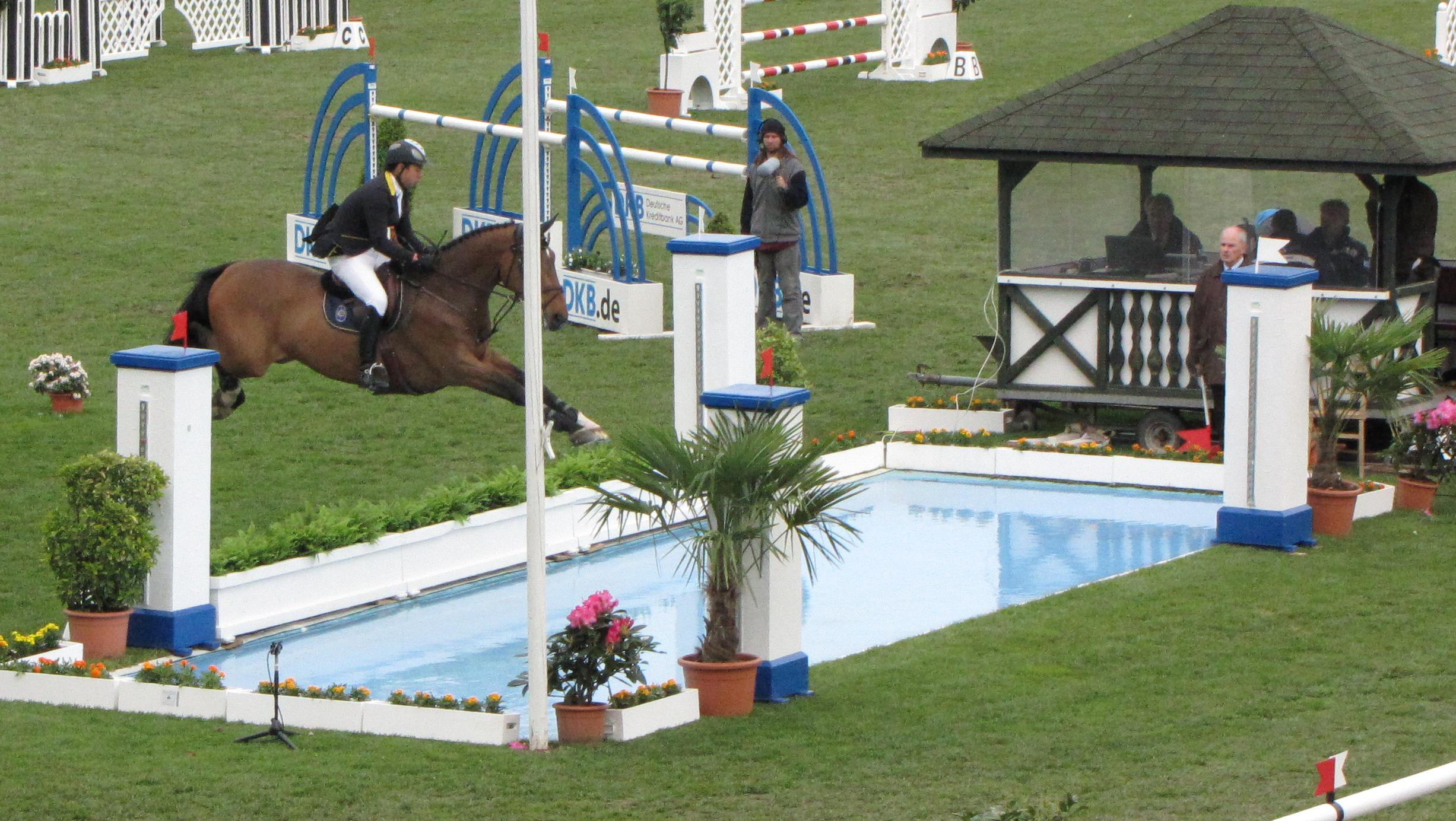
Kenneth Cheng mit Can Do, Großer Preis von Hamburg (CSI 5*)

Man Kit „Kenneth“ Cheng (* 7. April 1988 in Hongkong) ist ein chinesischer Springreiter, der im Sport für seine Geburtsstadt startet. Oktober 2012 belegte er Platz 523 der Weltrangliste.

## Werdegang
Cheng wuchs als Sohn eines Reiters auf. Sein Vater, K M Cheng, vertrat Hongkong 1986 bei den Asienspielen und verpasste als Vierter im Endklassement knapp einen Medaillenrang.
Kenneth Cheng begann im Alter von fünf Jahren mit dem Reiten, fand aber erst im Alter von 15 Jahren, bei ersten Turnierstarts, ernsthaftes Interesse an der Reiterei.
Bei den Asienspielen 2006 erreichte er mit Cornalin CH Rang 19, die Mannschaft Hongkongs platzierte sich hier auf Rang 12.
Im Alter von 20 Jahren war er 2008 Teil der ersten olympischen Reitermannschaft in der Geschichte Hongkongs. Mit Can Do ritt er bei den Olympischen Spielen 2008 und belegte mit der Mannschaft Rang 13 und in der Einzelwertung Rang 54.
Cheng ist Mitglied im Hong Kong Jockey Club Equestrian Team und wird vom Hong Kong Jockey Club mit Pferden unterstützt. 
Er lebt in Europa, trainierte vormals bei Ludger Beerbaum. Seit Anfang 2011 ist er im Stall von Jos Lansink stationiert.

## Pferde

### Aktuelle Turnierpferde
- Can Do (ehemals: Catch me if you can) (* 1999), brauner Holsteiner Wallach, Vater: Chambertin, Muttervater: Calypso, als Catch me if you can war er unter Ludger Beerbaum im Sport.
- Felton Lee (* 1997), brauner Hannoveranerwallach, Vater: For Pleasure
- Dragon Leon (* 2003), brauner Oldenburgerwallach, Besitzer: BG Cheng Kai Ming und Wu Wan Na
- For the Moon (* 1999), brauner Hessenhengst, Vater: For Pleasure, Muttervater: Coriolan
- Felicio vh Elkenhof (* 2005), braune Belgische Stute, Vater: Feliciano, Muttervater: Dominard

### Ehemalige Turnierpferde
- Cornalin CH (* 1996), brauner Wallach, Vater: Coeur de Nuit

## Erfolge

### Championate und Weltcup
- Olympische Spiele
  - 2008, Hongkong: mit Can Do, 13. Platz mit der Mannschaft und 54. Platz im Einzel
- Asienspiele
  - 2006, Doha: mit Cornalin CH, 12. Platz mit der Mannschaft, 19. Platz im Einzel